# 교황 소테르
교황 소테르(라틴어: Soterius, 이탈리아어: Sotero)는 제12대 교황(재위: 166년경 - 174년/175년)이다. 사후 성인으로 시성되었으며, 축일은 4월 22일이다.
소테르라는 이름은 ‘구원자’ 또는 ‘해방자’를 뜻하는 그리스어(σωτήρ)에서 유래하였지만, 그의 출생지는 오늘날 이탈리아의 캄파니아주 폰디이다. 소테르는 성직자가 주재한 혼인만을 성사성이 유효한 혼인으로 인정하였으며, 예수 부활 대축일을 로마 교회의 연례행사에 정식으로 포함시킨 것으로 알려졌다.
성 소테르의 축일은 성 카이오와 같은 4월 22일이다. 《로마 순교록》에는 소테르가 공식적으로 성인 명단에 들어가있으며 다음과 같이 기록이 있다. “코린토의 디오니시오는 가난하고 쫓기는 신세가 된 그리스도교도들에 대한 자선과 애덕을 실천한 로마 교황 소테르에 대해 칭송을 아끼지 않았다.”
일반적으로 초기 교황들 모두 순교자로 여겨졌기 때문에 《로마 순교록》도 이와 같은 추정을 받아들여 순교 혹은 순교했던 것으로 전해진다는 말을 덧붙였지만, 소테르에 대해서만은 순교에 관하여 어떠한 말도 하지 않았다. 1969년 전례력이 개정되면서 소테르와 카이오가 순교자라는 어떠한 증거도 없다는 판단 아래 순교자라는 칭호는 최종적으로 사라졌다.

## 같이 보기
- 교황 목록